# Vinterviken
Vinterviken è un film del 2021 diretto da Alexis Almström.
Il film è tratto dall'omonimo romanzo del 1993 di Mats Wahl.

## Trama
John-John ed Elisabeth abitano nella stessa città ma appartengono a due mondi e culture diverse.

## Distribuzione
Il film è stato distribuito sulla piattaforma Netflix a partire dall'8 settembre 2021.